# Medalla de Oro de la Nación
La Medalla de Oro de la Nación es la máxima condecoración de Laos.
Fue establecida en 1981 para premiar altos méritos. Como indica su nombre, es una medalla de oro redonda de 37 mm, suspendida de una pequeña cinta roja. La medalla lleva una estrella de cinco puntas que excede su borde, detrás de la cual hay un engranaje y espigas de trigo, y debajo tiene el nombre del premio en idioma laosiano.
Varias dignatarios vietnamitas han sido condecorados con esta medalla.